# Santuario della Madonna della Tavella (Pagnacco)
Il santuario della Madonna della Tavella si trova a Plaino, nel comune di Pagnacco, in provincia e arcidiocesi di Udine. Sorge su una laterale della Strada Provinciale 59 "di Brazzacco", principale collegamento veicolare tra i paesi di Colugna ed Alnicco.
Il santuario, succursale della parrocchia di San Floriano Martire in Plaino di Pagnacco, ospita nei suoi pressi anche il cimitero comunale della frazione di Plaino.

## Storia
Il 31 maggio 1281, una donna abitante a Plaino vende un campo “alla signora Glidudra et sorella del monastero di Santa Maria di Plaino“. Il monastero viene di nuovo citato il 1º gennaio del 1288.
La chiesa viene menzionata di nuovo il 13 novembre del 1292 quando Mainardo di Castellerio per rispettare un legato del defunto fratello “fatto alla Veneranda Chiesa di Santa Maria di Tavella cesse alla sorella Palma, prioressa di detto loco un mezo campo posto nella villa di Plaino”.
Il monastero nel 1400 viene abbandonato a causa delle guerre fra la Serenissima e gli Imperiali. Dopo l’annessione a Venezia, nel 1420, il monastero viene dato ad un gruppo di frati benedettini. La chiesa viene menzionata in questo lasso di tempo perché in essa si era costituita la Confraternita di Sant’Antonio.
Il Vescovo suffraganeo, nel 1567, “impone al Comune di Plaino di dover luminare la Veneranda Chiesa di Santa Maria di Tavella […] et rifarla in tutte le cose necessarie”.
La visita pastorale del 30 aprile 1626 annota che vi sono tre altari: della Beata Vergine, del Santo Crocefisso e di Sant’Antonio; che la messa è celebrata solo all’Assunzione della B. V. Maria di agosto” e che gli arredi sono in cattivo stato. Nel 1660 vengono eseguiti restauri per consolidare la chiesa.
La Chiesa è orientata ovest-est su terrapieno lievemente rialzato al quale si accede con due gradini dal fronte strada, attraverso un’entrata delimitata da due pilastri sormontati da guglie con parziale muretto di recinzione. La pianta è ad aula rettangolare con profondo presbiterio a conclusione trilatera. La torre campanaria è affiancata alla struttura a settentrione.
Il prospetto principale dell'edificio di culto è caratterizzato da ampio pronao sorretto da due pilastri lapidei conclusi da pseudo capitello; copertura in struttura lignea a tre falde con manto in coppi di laterizio. Portale in pietra modanata affiancato da due finestre quadrate, con cornici in pietra. Al di sopra del portale un affresco in nicchia raffigurante la Santa Vergine. La facciata, molto alta, è conclusa da un cornicione. Corre tangente al lato meridionale della chiesa, un corpo con unico spiovente a mo’ di navata laterale adibito a sacrestia. In facciata una porta con stipiti e architrave in pietra immette nella sacrestia; quattro finestre ad arco acuto sono praticate lungo il lato meridionale.
L’interno l'aula è illuminata da tre finestre rettangolari per lato. Il cornicione a correre lungo le pareti dell’aula e del presbiterio definisce i due registri all’altezza dell’imposta dell’arco santo. Le superfici parietali dell’aula sono mosse da due nicchie, una per lato, ed in quella meridionale la porta d’accesso alla sacrestia. Il controsoffitto è piano. Al presbiterio, dal soffitto piano con decorazioni geometriche in stucco, si accede per tre gradini.
La zona absidale trilatera - dipinta con immagini di angeli - ha in asse la finestra oppilata. Una porta verso l’esterno è praticata sul lato settentrionale a fianco del presbiterio. La pavimentazione è a terrazzamento veneziano.